# Ladrillo foráneo
El ladrillo foráneo, también llamado ladrillo tolosano, es un ladrillo de terracota. Fue utilizado desde el siglo XI hasta el siglo XIX en el mediodía tolosano. Desde entonces ha sido sustituido por materiales más fáciles de industrializar, como el ladrillo hueco o el bloque de hormigón.

## Etimología
La etimología del término “foráneo", del latín foraneus, "que viene de fuera, del exterior", sugiere que estos ladrillos recibieron este nombre porque no se fabricaban in situ, sino que se suministraban a las obras desde las fábricas de ladrillos.
En la Corona de Aragón existía un ladrillo bastante parecido, de la misma longitud y espesor, aunque más estrecho, llamado cayrou.

## Origen

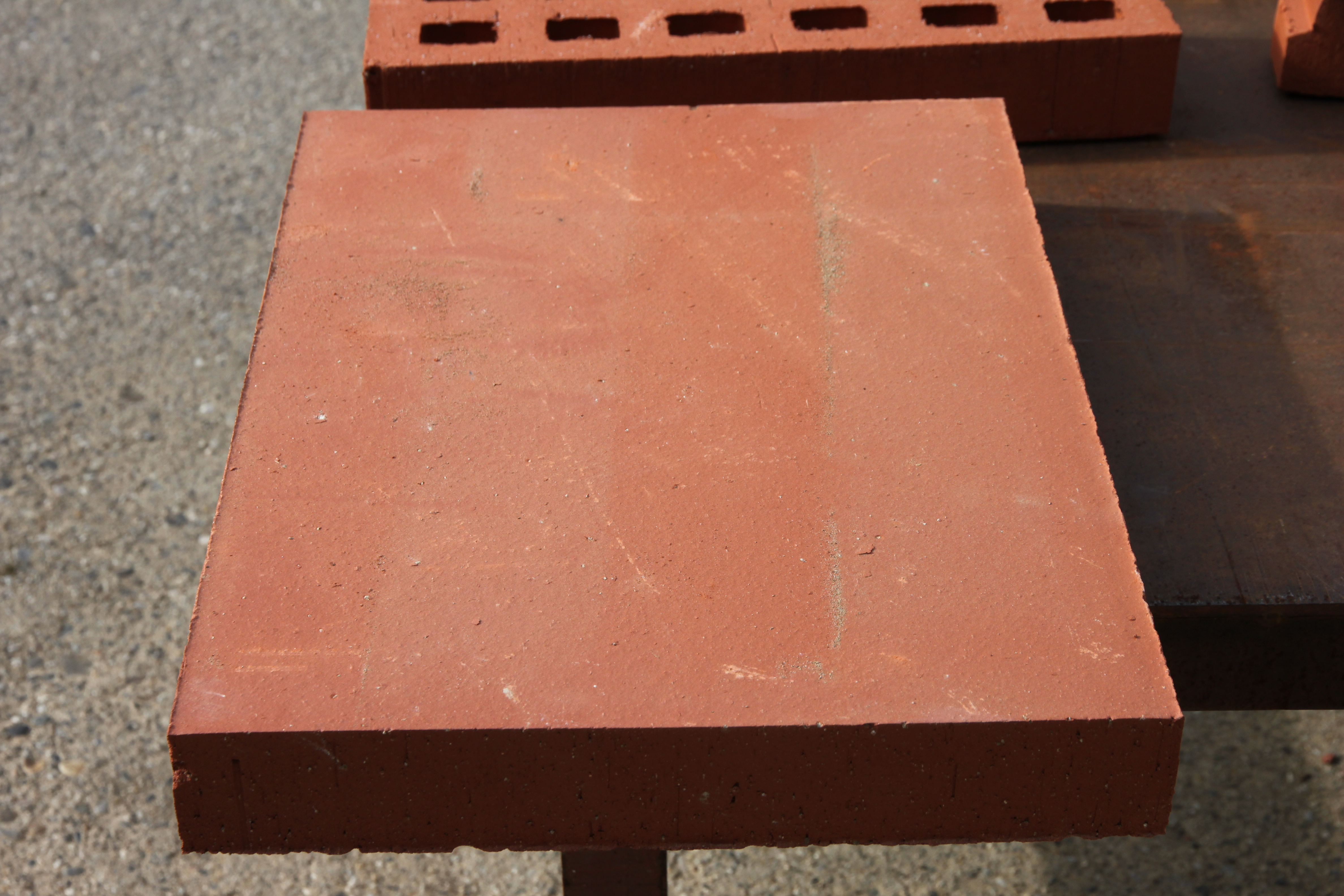
Un ladrillo foráneo.

El ladrillo de terracota es una evolución del ladrillo de tierra cruda (como el adobe). En época romana, donde sus construcciones consumían grandes cantidades de ladrillo, probablemente se habría introducido la técnica empleada en la región tolosana. En la Alta Edad Media se abandonó en favor de la construcción con estructuras de madera y adobe.
El primer uso documentado del ladrillo foráneo se remonta al año 1080, en las obras de la iglesia de San Sernín en Toulouse. En Albi, el renacimiento del ladrillo se fecha con una precisión de décadas: entre 1220 y 1240. El cambio es visible en los muros de la colegiata de San Salvio. Utilizado por primera vez por el clero y las casas adineradas, el ladrillo siguió siendo demasiado caro para toda la gente.
Su uso generalizado llegará con la prohibición del uso de madera por evitar incendios. En Montauban, fue el incendio del 11 de noviembre de 1614 el que empujó a los cónsules a actuar. El arquitecto Pierre Levesville diseñaba y los propietarios se vieron obligados a respetar el uso generalizado del ladrillo, así como también la alineación de las casas. El espantoso incendio de 1463 en Toulouse, que duró doce días destruyendo miles de casas de madera, influyó en la elección de los Capitouls, aunque su petición no fue siempre bien respetada. Después de varios otros desastres y la afluencia de dinero procedente del comercio del pastel, la construcción con ladrillos se generalizó.
La época dorada del ladrillo foráneo será el siglo XIX donde, además, recuperará su función decorativa. La industrialización del proceso de producción permite reducir los costes de fabricación. El uso de diferentes tipos de arcillas y el control de las temperaturas de cocción permiten las variaciones del color de los ladrillos, desde ocre amarillo hasta rojo anaranjado.

## Dimensiones y características
Las dimensiones actuales del ladrillo foráneo son generalmente de 42 x 28 x 5 cm. Anteriormente solía ser de un tamaño más pequeño: 36 x 24-26 x 3,5-4 cm. Parece que el cambio de dimensiones se pudo producir durante la segunda mitad del siglo XVI.
El ladrillo foráneo se inscribe en la tradición del ladrillo romano. Grande y plano se caracteriza (como su antepasado romano) por un relación anchura/longitud de 2/3, lo que la diferencia del ladrillo "estándar" (también llamado, por oposición, "ladrillo del norte" en ciertas publicaciones) con una relación anchura/longitud de 1/2. Esta diferencia de formato entre ambos tipos de ladrillo ha inducido notables discrepancias en la puesta en obra de paramentos y decoraciones: el ladrillo foráneo no se presta fácilmente a juegos de decoraciones geométricas, eso ha favorecido el desarrollo de la profesión de las talladores de ladrillos en el mediodía tolosano.

## Construcción
El ladrillo sale de un material disponible localmente y en cantidad, la arcilla y las margas localizadas en abundancia en las llanuras alluviales de Garona, de Tarn y de sus afluentes.
La arcilla se mezcla con agua y arena extraída de los lechos de los ríos antes de moldearse. Después del secado, se cocciona en el horno.
Los hornos de ladrillos eran grandes construcciones capaces de cocer hasta veinte mil ladrillos a la vez. Como resultado, la cocción no era uniforme y salían ladrillos de diversas calidades: demasiado cocidos para los ladrillos más cercanos al hogar (ennegrecidos y deformados, pero muy resistentes al salitre, se utilizaban para los cimientos), bien cocidos para los situados a la distancia adecuada del fuego, y poco cocidos para los situados más arriba (la mayoría). Estos últimos, si se colocaban en la fachada exterior de un edificio, debían protegerse con cal, pintura (con aceite de linaza o de nuez enrojecido con sangre de buey) o una capa de color marrón. El precio de cada calidad de ladrillo reflejaba estas diferencias en la cocción, siendo, por supuesto, los ladrillos cocidos a la perfección los más caros.
Así que lo que ahora designamos con el término genérico de “ladrillo foráneo" antiguamente hacía referencia a toda una gama de materiales de distintas calidades, bien identificados con nombres como «bizcocho» (recocido), «colorete», «martillo» (reservado para el tamaño), «común», etc. donde los nombres podían cambiar según el lugar y la época. El término «foráneo» (o forano) entonces solo designaba los ladrillos de mejor calidad.

### Utilización
El ladrillo se utiliza plano para la construcción de paredes y la pavimentación de pisos. Su uso vertical permite la construcción de bóvedas tan complejas como las realizadas de piedra. Sólo las delgadas columnas están hechas de piedra, ya que el ladrillo requiere una gran superficie para soportar la masa de las bóvedas.
La catedral Santa Cecilia de Albi se construyó exclusivamente con ladrillos foráneos, antes de que los desarrollos renacentistas añadieran una mampara y un dosel de piedra. La palmera de la iglesia del convento de los Jacobinos de Toulouse muestra la elegancia del ladrillo (para las nervaduras) acoplada con columnas de piedra.

## Evolución de la percepción del ladrillo en el mediodía tolosano
Hasta el siglo XVIII el ladrillo de calidad era un material caro y, por tanto, apreciado en el mediodía tolosano. Prueba de ello son los contratos de arrendamiento de obra, pero sobre todo la apariencia de los monumentos construidos con ladrillo visto y el hecho de que cuando una fachada de ladrillos insuficientemente cocidos se cubría con pintura o revestimiento que ocultaba las juntas, éstas a menudo se calcaban para simular una paramento de ladrillo utilizando una técnica llamada briquetaje.
En el segundo tercio del siglo XVIII, Toulouse y su región se vieron invadidas por una moda nacional que favorecía la piedra tallada, por lo que el ladrillo se consideraba un material pobre. Las ciudades de ladrillo del mediodía francés cuyos revestimientos se trataban con ladrillo visto o los revestimientos de color marrón rojizo y encalados se volvieron blancos, sus fachadas ahora cubiertas con pintura blanca en tonos piedra. Esta moda del blanqueamiento, sin embargo, duró poco tiempo y comenzó a ser criticada durante la segunda mitad del siglo XIX.

## Ejemplos de uso

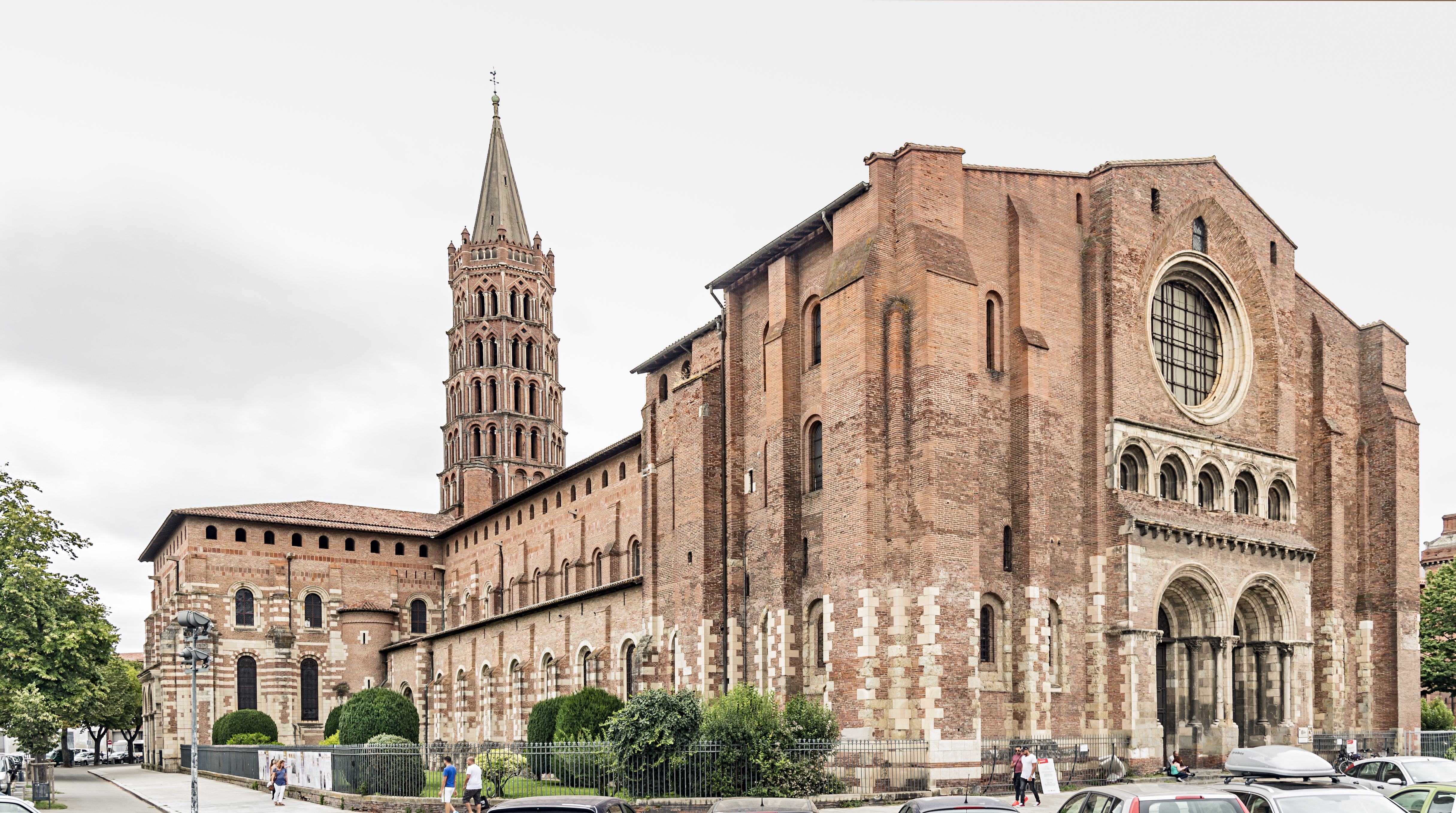
Basílica de San Saturnino de Toulouse.
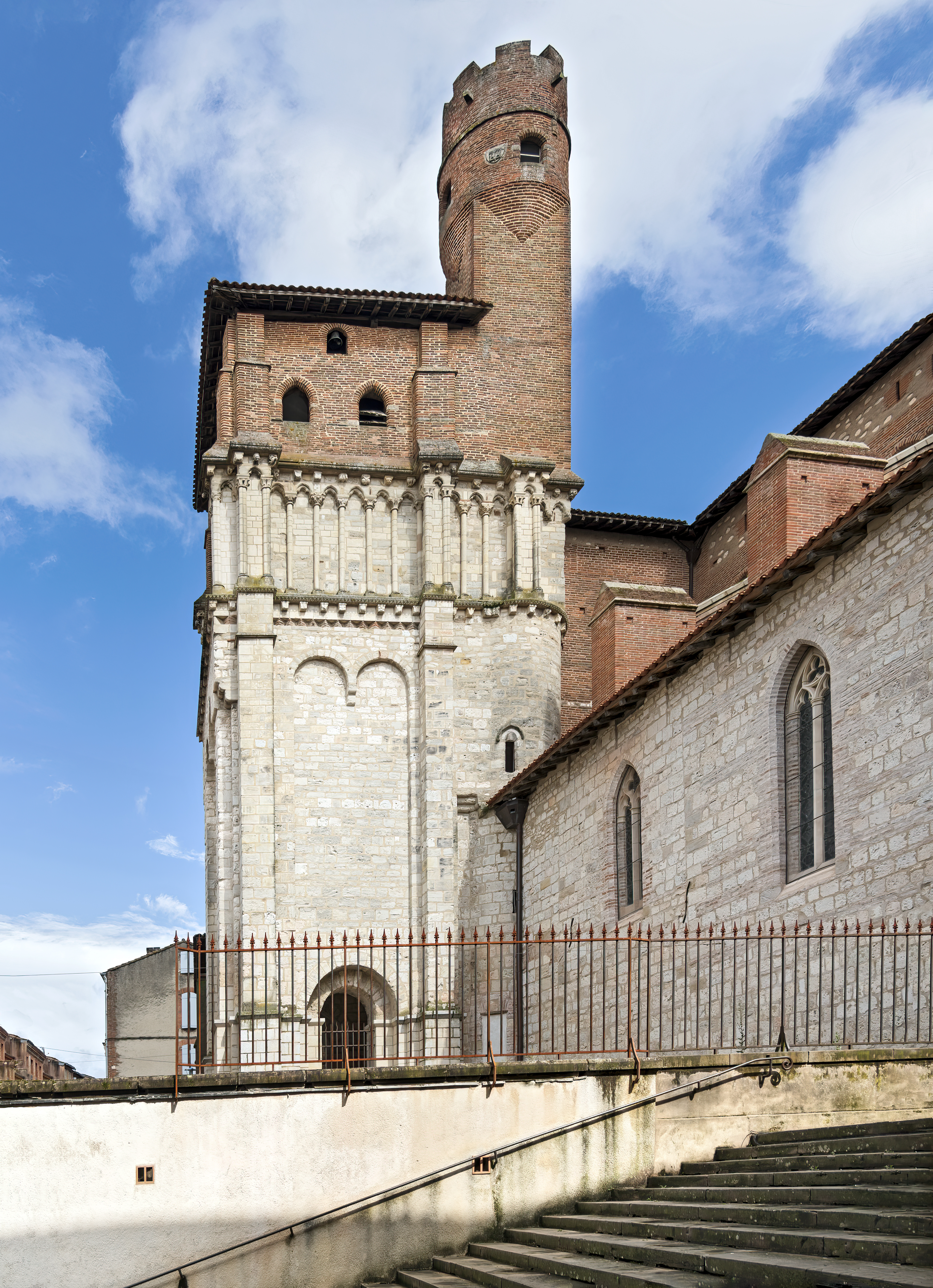
Piedra y ladrillo en la Colegiata de San Salvi de Albi.
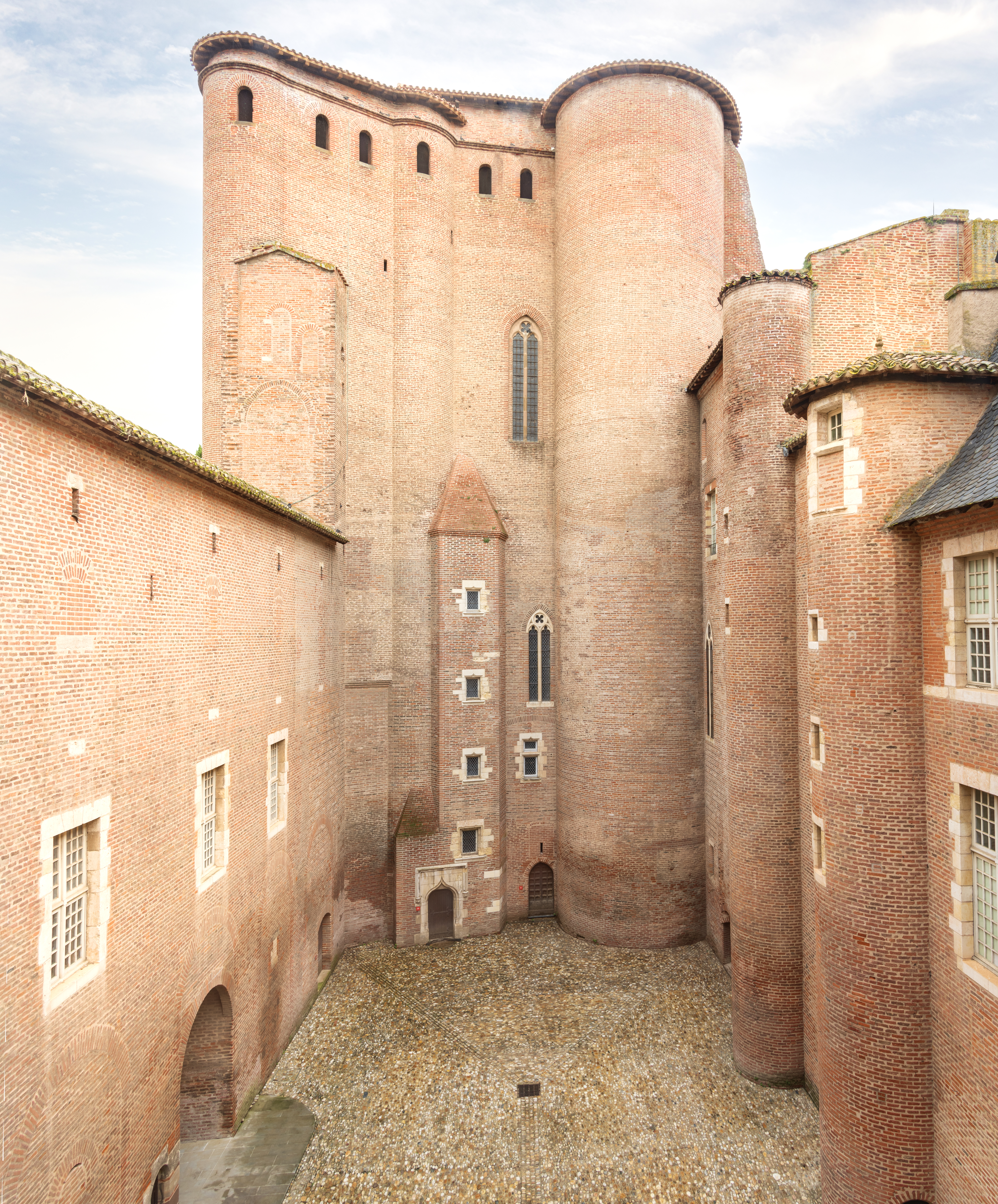
Palacio de la Berbie de Albi: torre del siglo XIII.
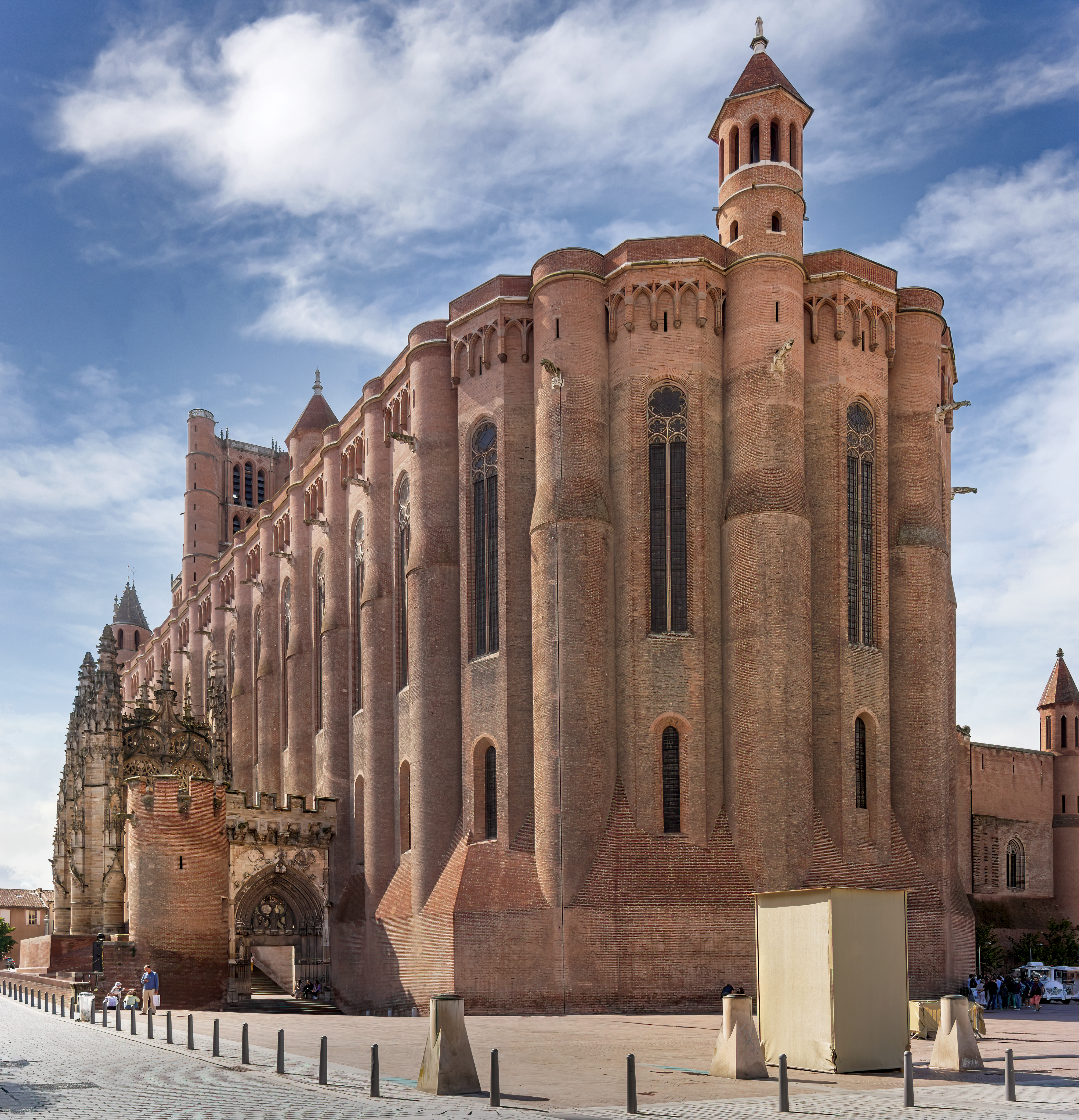
La catedral de Albi: la parte alta remodelado en el siglo 19 es bien visible.
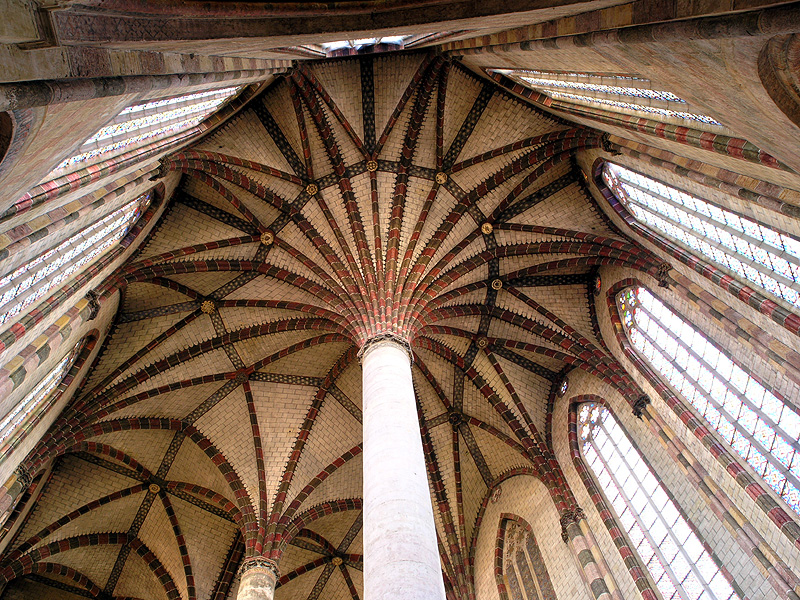
Palmera de los Jacobinos de Toulouse (ladrillo pintado imitación piedra y mármol).
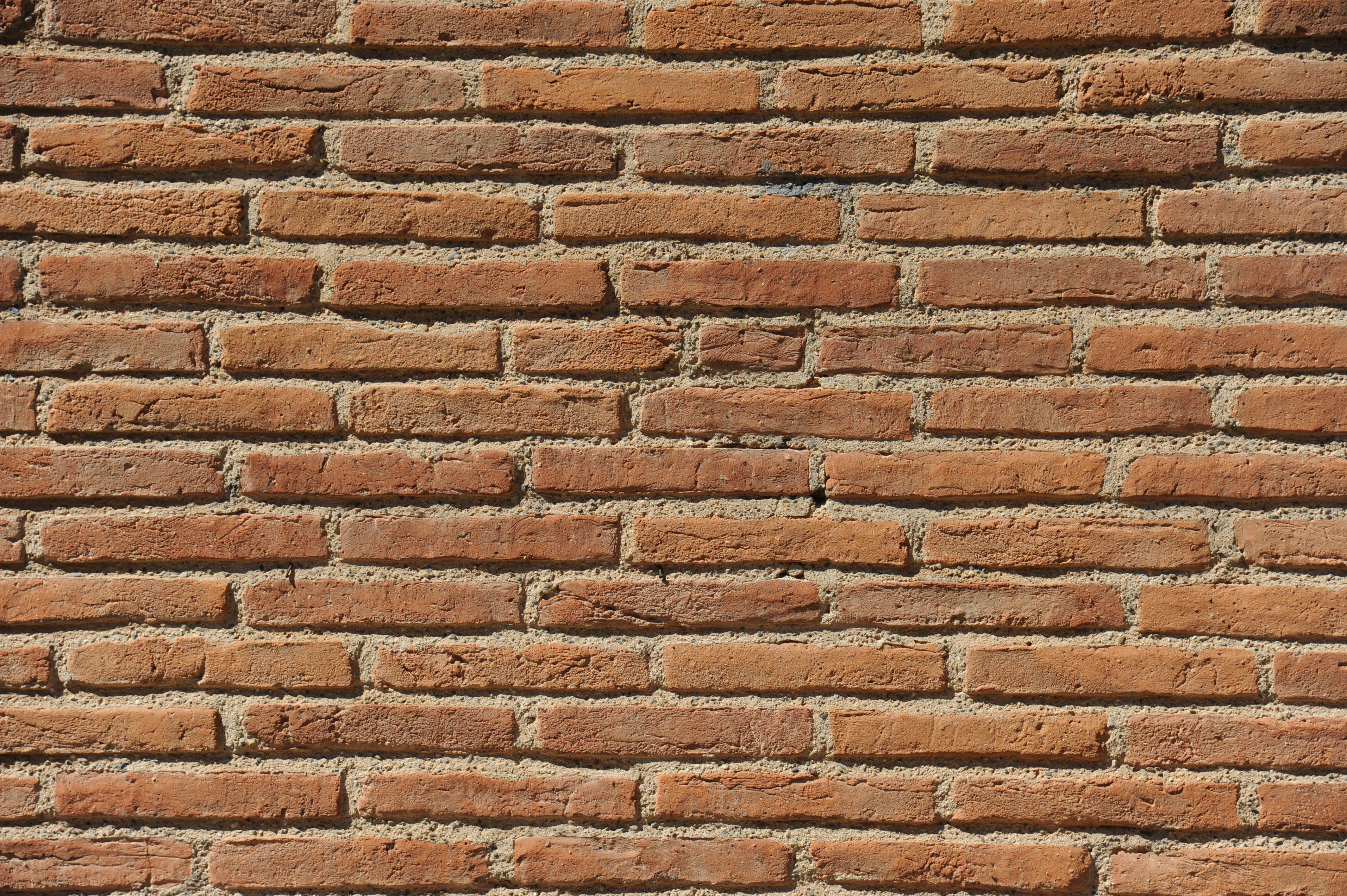
Muro de ladrillos foráneos de la iglesia de los Jacobinos de Toulouse.
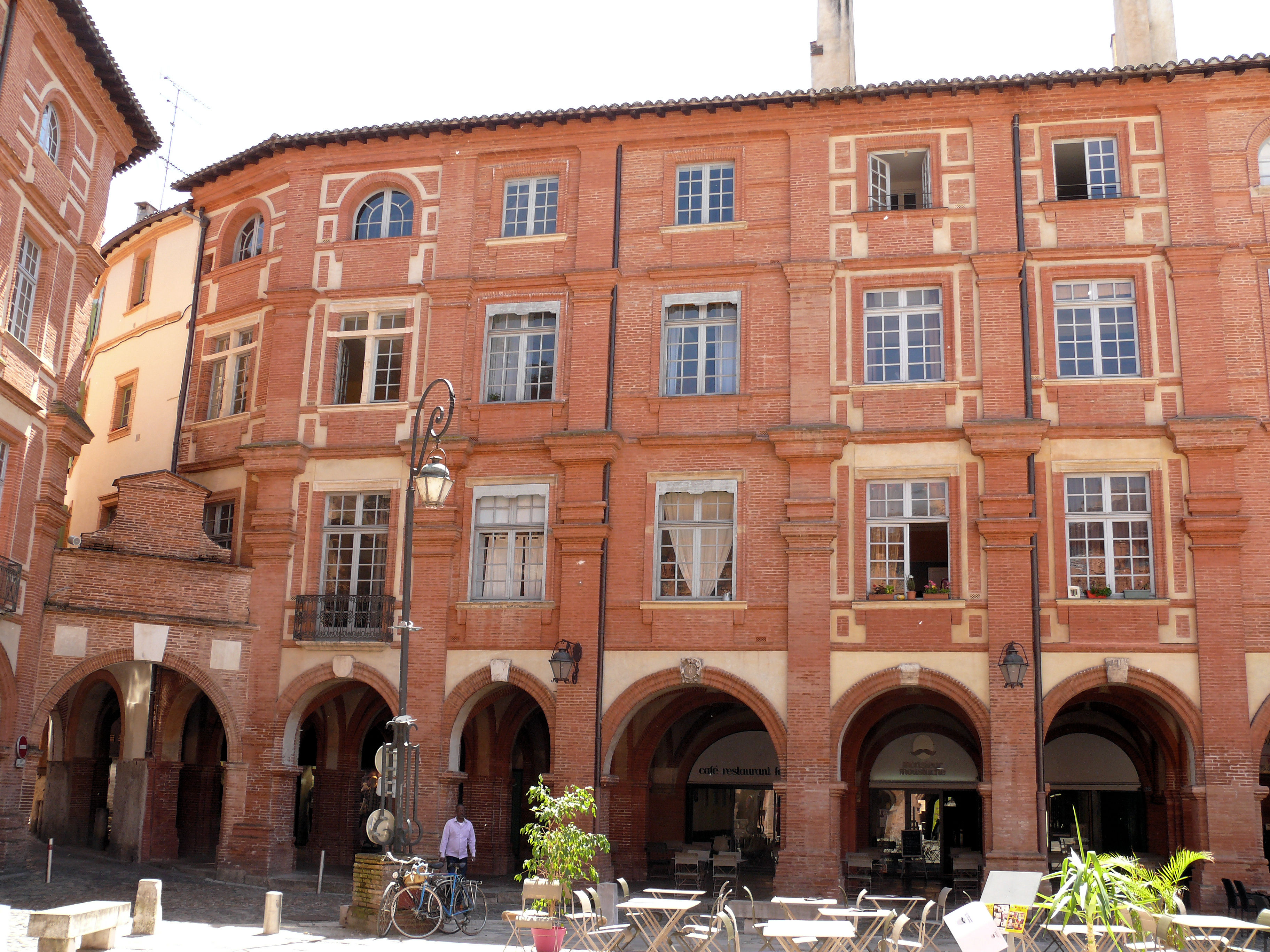
Plaza nacional de Montauban.
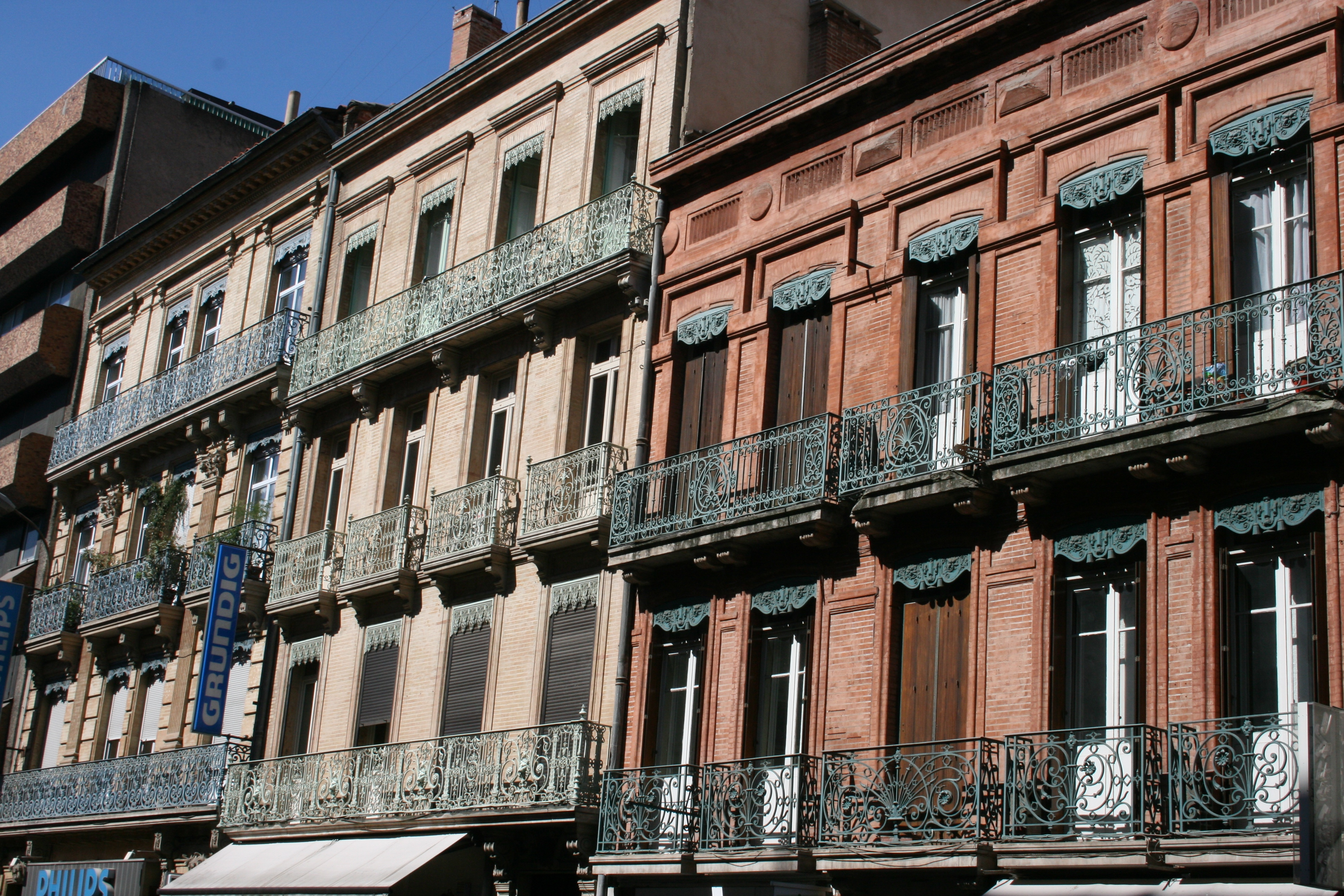
Ladrillos rojos y ocres, rue Bayard en Toulouse.
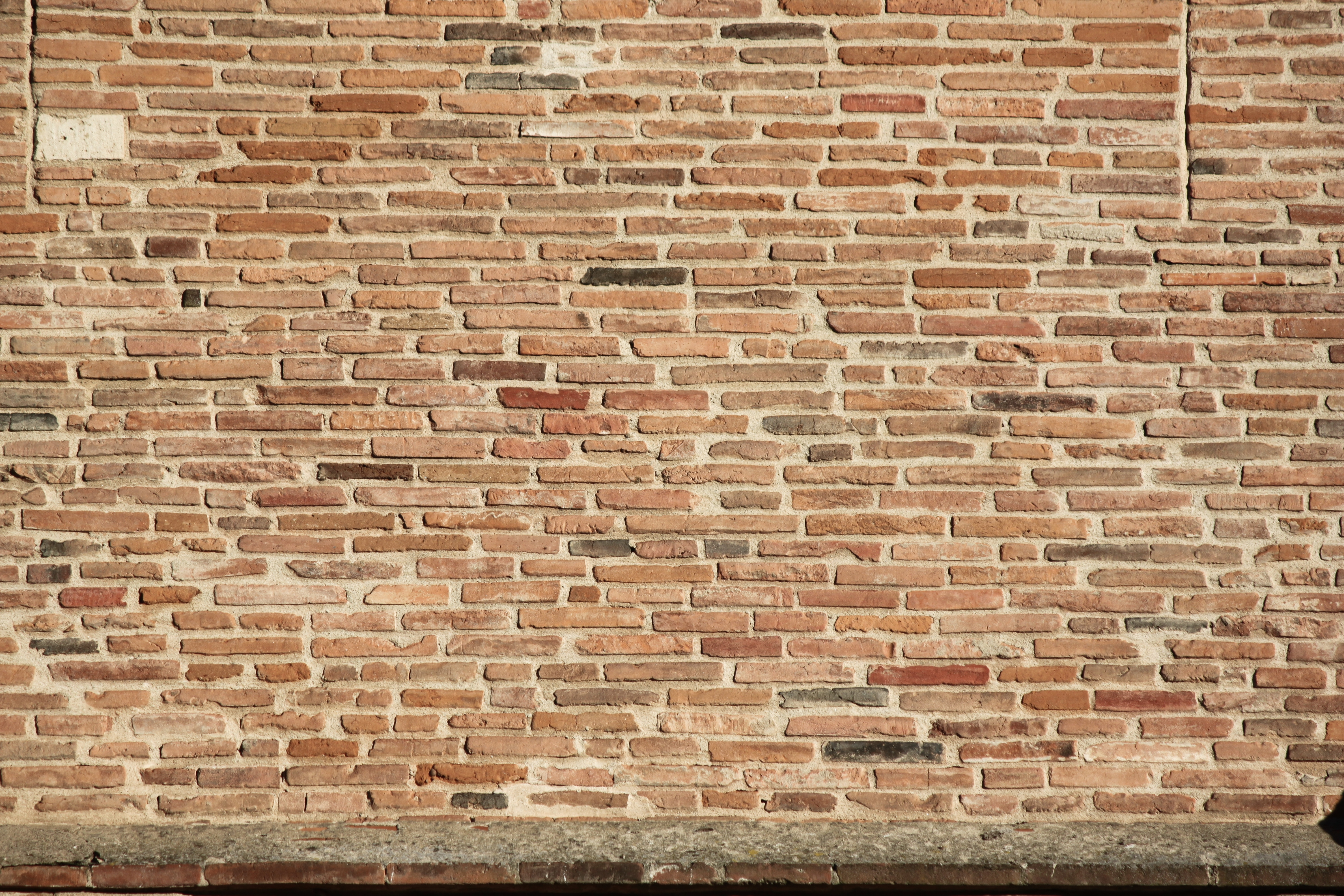
Muro de ladrillos foráneos mezclando ladrillos enteros y rotos (siglo XIX).
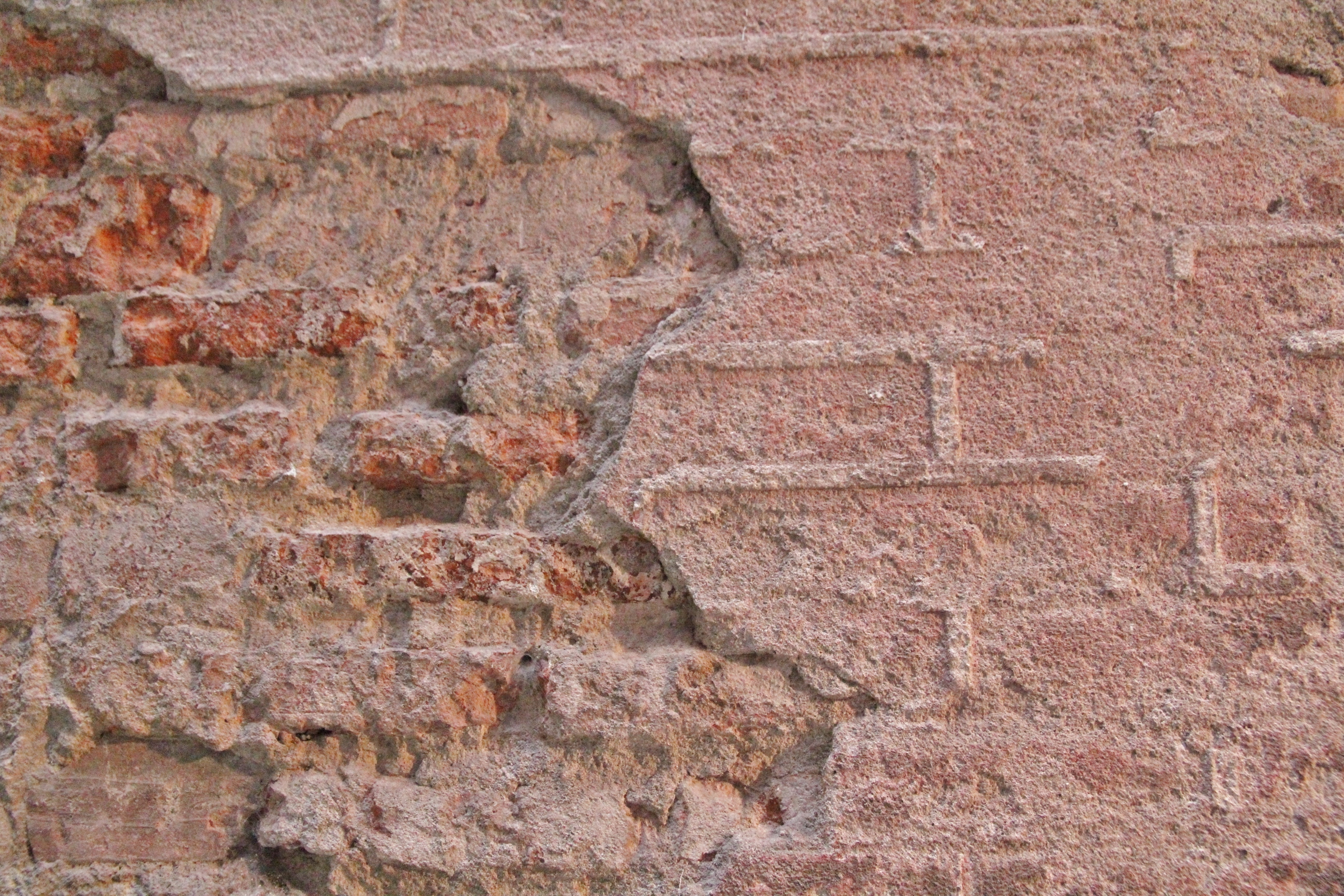
Ejemplo de protección de ladrillos foráneos cocidos mediante un revestimiento sobre el que se ha realizado un albañilería (falsas juntas).
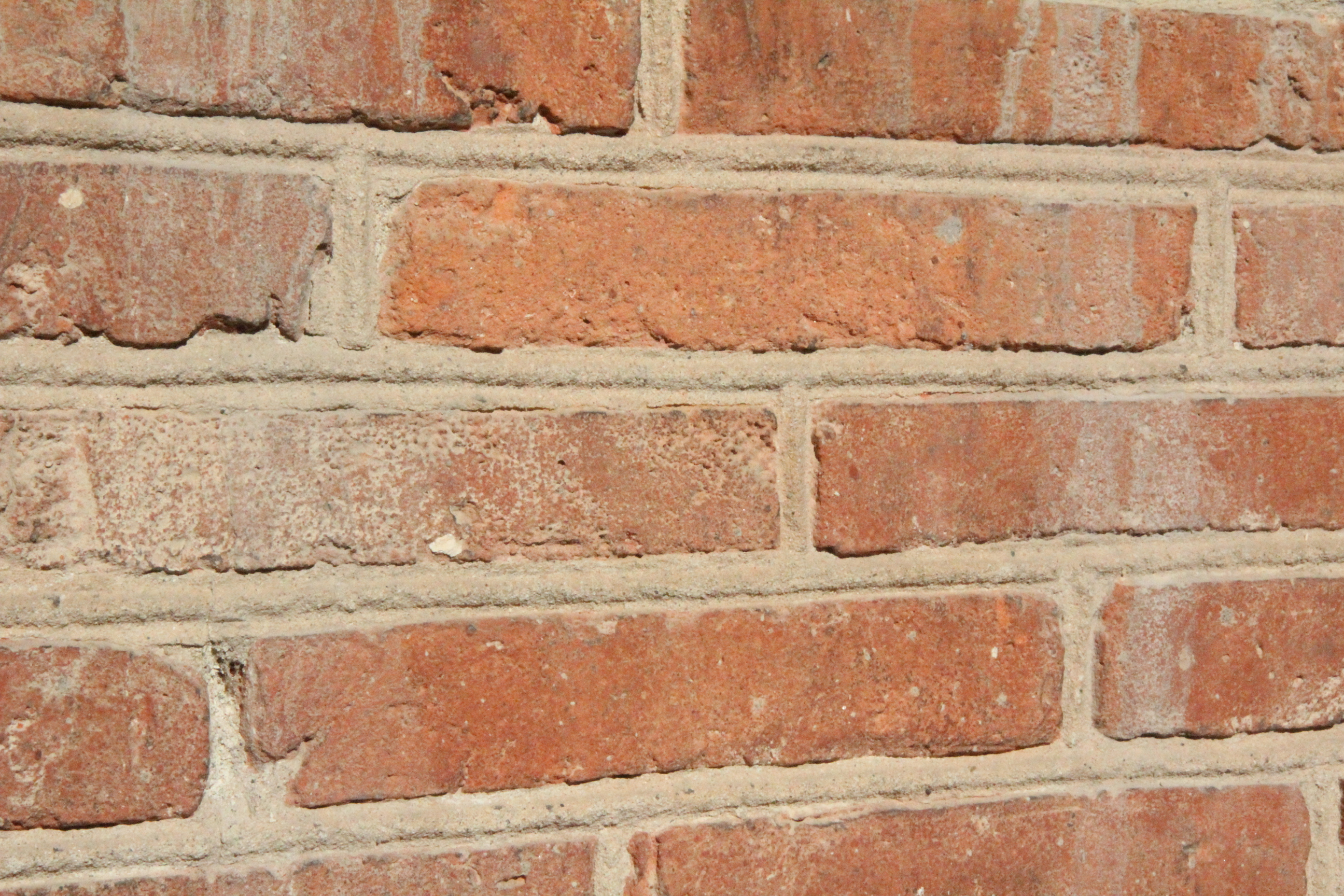
Ejemplo de ladrillos foráneos al descubierto al estar suficientemente cocidos.
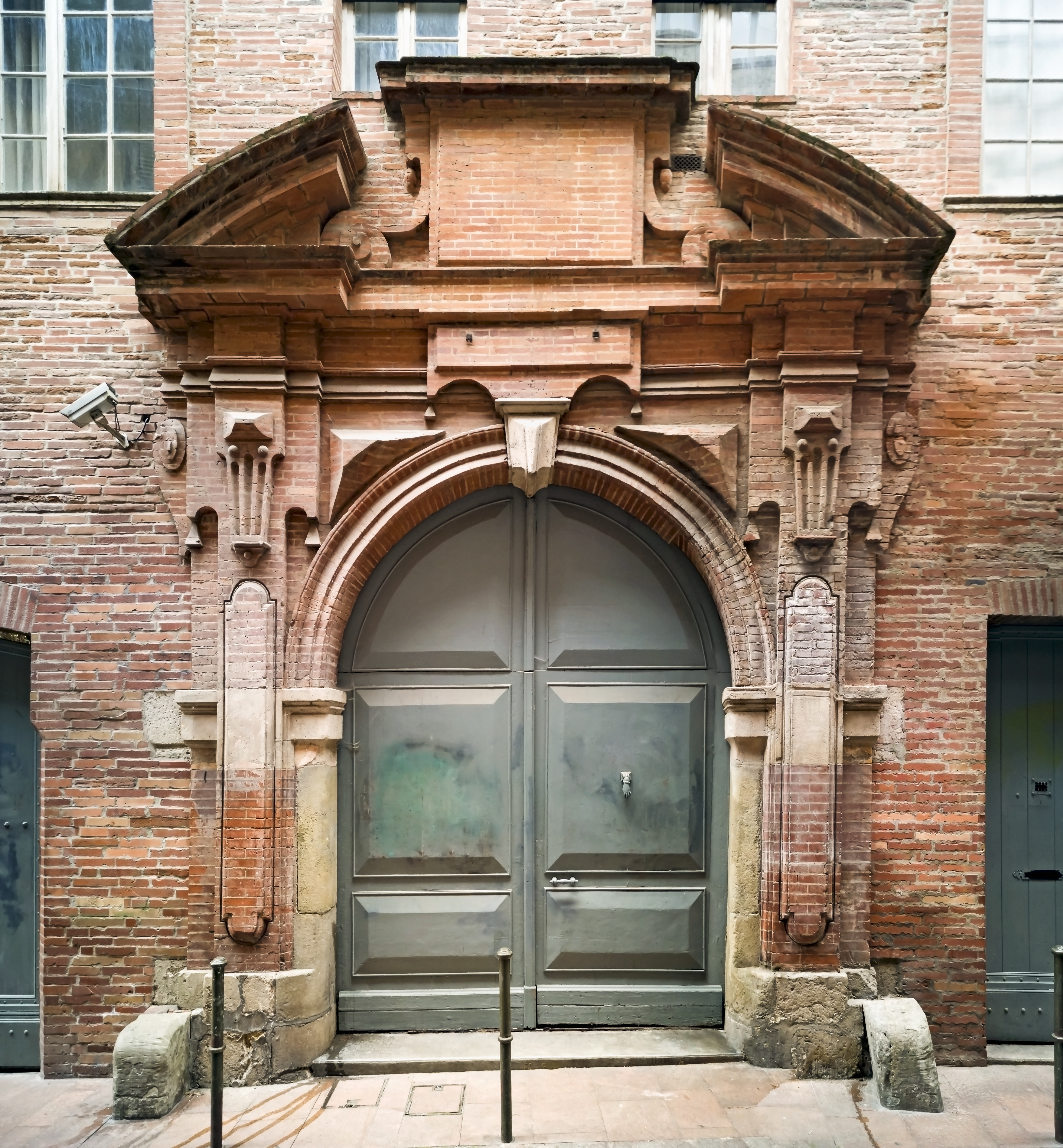
Portada de ladrillo tallado, rue Tripière en Toulouse.
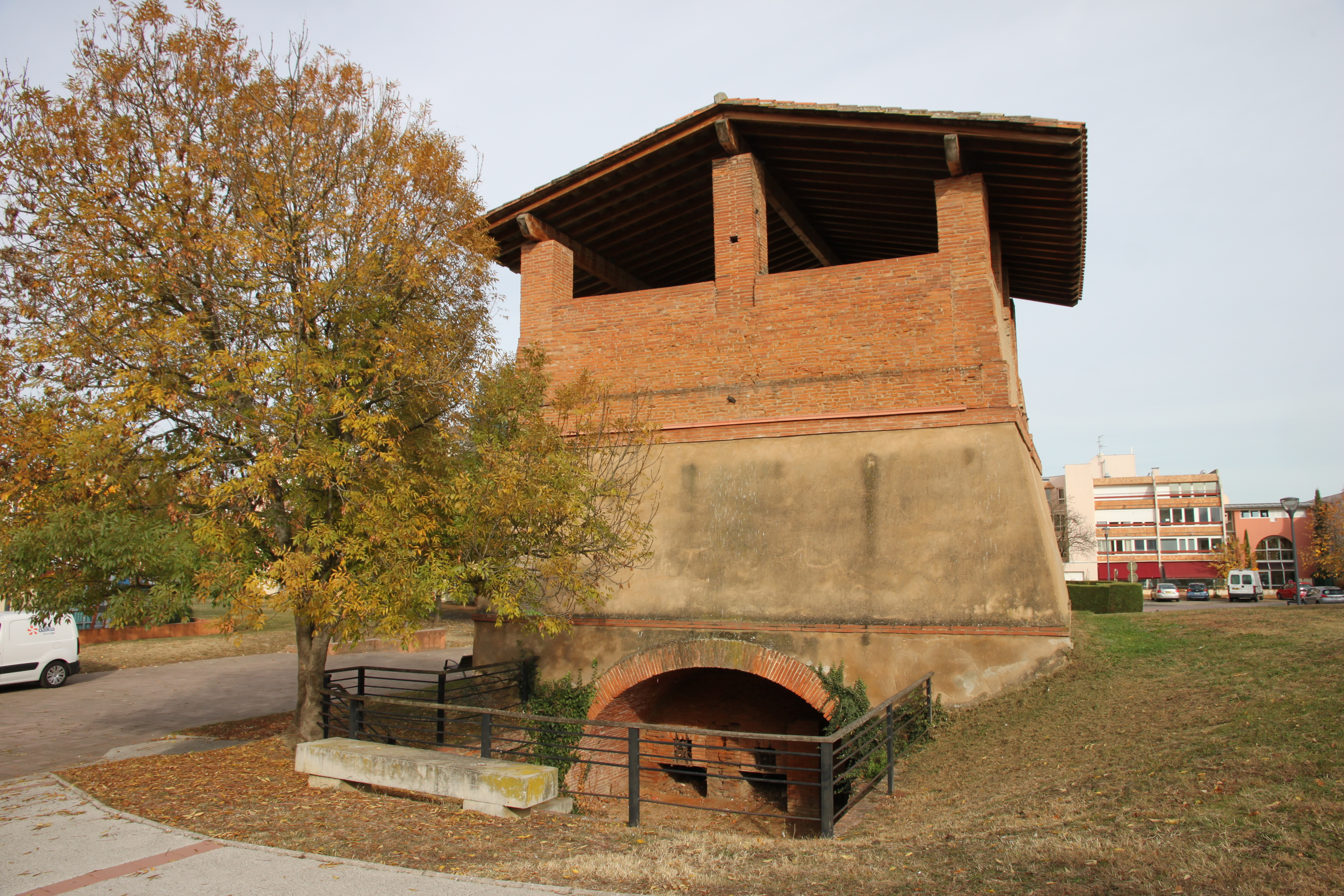
Horno de ladrillos de 1868 en Blagnac.